# کاستل دل پیانو
کاستل دل پیانو (به ایتالیایی: کستل دل پیانو) یک کومونه در ایتالیا است که در استان گروستو واقع شده‌است.

## خصوصیات
کاستل دل پیانو ۶۷٫۷۹ کیلومترمربع مساحت و ۴٬۳۳۱ نفر جمعیت دارد و ۶۳۷ متر بالاتر از سطح دریا واقع شده‌است.